# سمووجنو (شهرستان سووپسک)
سمووجنو (به لهستانی:  Smołdzino) یک روستا در لهستان است که در گمینا سمووجنو واقع شده‌است. سمووجنو ۹۸۴ نفر جمعیت دارد.